# Meridarchis reprobata
Meridarchis reprobata is een vlinder uit de familie van de Carposinidae. De wetenschappelijke naam van de soort is voor het eerst geldig gepubliceerd in 1920 door Fletcher & Surat.